# Polleniidae

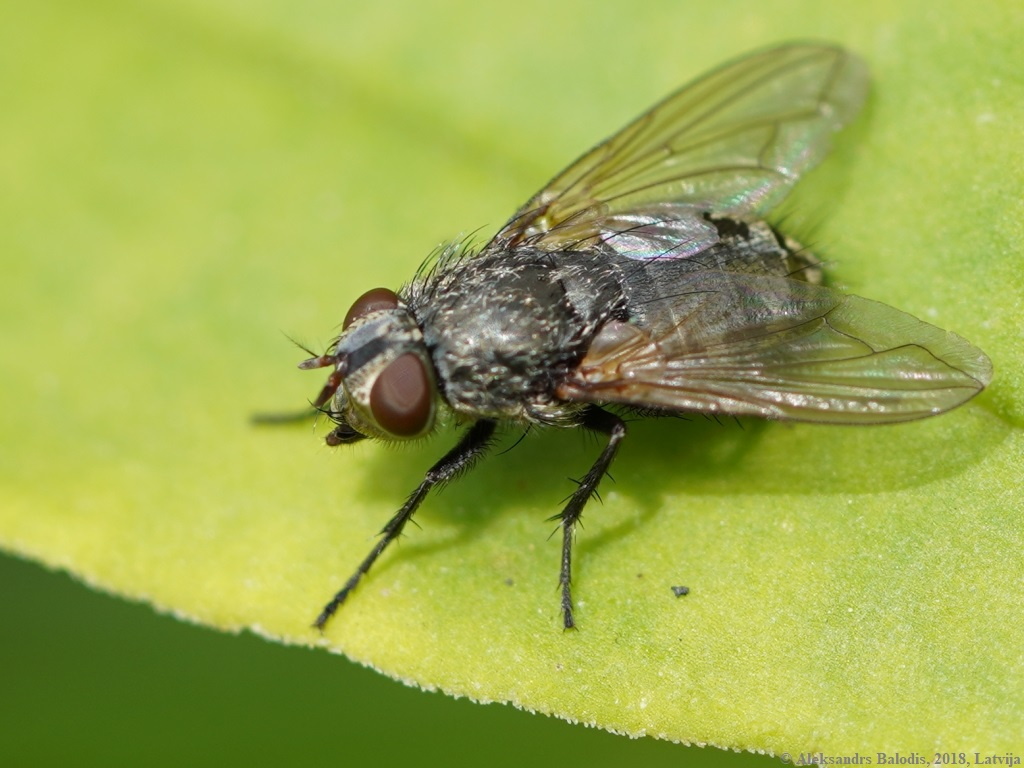
Pollenia rudis.

Polleniidae es una familia de moscas, orden Diptera. Hay por lo menos 6 géneros y más de 190 especies descritas en Polleniidae, también hay otros géneros de posición incierta. El género más numeroso es Pollenia, con casi 190 especies.
La familia Polleniidae era considerada una subfamilia de Calliphoridae. Los análisis filogenéticos la han elevado a la categoría de familia, Cerretti, et al., 2019; se le han asignado los siguientes géneros:

## Géneros
- Alvamaja Rognes, 2010
- Dexopollenia Townsend, 1917
- Melanodexia Williston, 1893
- Morinia Robineau-Desvoidy, 1830
- Pollenia Robineau-Desvoidy, 1830
- Xanthotryxus Aldrich, 1930

## Incertae sedis
- Anthracomyza Malloch, 1928
- Nesodexia Villeneuve, 1911